# Liste der Kulturdenkmäler in Witzenhausen
Die folgende Liste enthält die in der Denkmaltopographie ausgewiesenen Kulturdenkmäler auf dem Gebiet  der  Stadt Witzenhausen, Werra-Meißner-Kreis, Hessen.
Hinweis: Die Reihenfolge der Denkmäler in dieser Liste orientiert sich zunächst an Stadtteilen und anschließend der Anschrift, alternativ ist sie auch nach der Bezeichnung, der vom Landesamt für Denkmalpflege vergebenen Nummer oder der Bauzeit sortierbar.
Kulturdenkmäler werden fortlaufend im Denkmalverzeichnis des Landes Hessen durch das Landesamt für Denkmalpflege Hessen auf Basis des Hessischen Denkmalschutzgesetzes (HDSchG) geführt. Die Schutzwürdigkeit eines Kulturdenkmals hängt nicht von der Eintragung in das Denkmalverzeichnis des Landes Hessen oder der Veröffentlichung in der Denkmaltopographie ab.

Das Vorhandensein oder Fehlen eines Objekts in dieser Liste ist keine rechtsverbindliche Auskunft darüber, ob es Kulturdenkmal ist oder nicht: Diese Liste entspricht möglicherweise nicht dem aktuellen Stand der offiziellen Denkmaltopographie. Diese ist für Hessen in den entsprechenden Bänden der Denkmaltopographie Bundesrepublik Deutschland und im Internet unter DenkXweb – Kulturdenkmäler in Hessen einsehbar. Auch diese Quellen sind, obwohl sie durch das Landesamt für Denkmalpflege Hessen aktualisiert werden, nicht immer aktuell, da es im Denkmalbestand immer wieder Änderungen gibt.
Eine verbindliche Auskunft erteilt allein das Landesamt für Denkmalpflege Hessen.
Nutze diese Kartenansicht, um Koordinaten in der Liste zu setzen. In dieser Kartenansicht sind Kulturdenkmale ohne Koordinaten mit einem roten bzw. orangen Marker dargestellt und können in der Karte gesetzt werden. Kulturdenkmale ohne Bild sind mit einem blauen bzw. roten Marker gekennzeichnet, Kulturdenkmale mit Bild mit einem grünen bzw. orangen Marker.

## Kulturdenkmäler in der Kernstadt

### Gesamtanlage II: Nördliche Stadterweiterung
| Bild                              | Bezeichnung                       | Lage                                                                                  | Beschreibung                                             | Bauzeit | Objekt-Nr. |
| --------------------------------- | --------------------------------- | ------------------------------------------------------------------------------------- | -------------------------------------------------------- | ------- | ---------- |
| Bild gesucht BW                   | Gesamtanlage II                   | An der Bohlenbrücke, Mündener Straße, Nordbahnhofstraße, Unter den Brückenbergen Lage |                                                          |         | 41287 DDB  |
| Gebäude                           | Gebäude                           | An der Bohlenbrücke 5 LageFlur: 4, Flurstück: 64/3                                    |                                                          | 1922    | 41288 DDB  |
| Wohnhaus                          | Wohnhaus                          | An der Bohlenbrücke 6 LageFlur: 4, Flurstück: 117/3                                   |                                                          |         | 41289 DDB  |
| Wohnhaus                          | Wohnhaus                          | An der Bohlenbrücke 7 LageFlur: 4, Flurstück: 64/2                                    |                                                          |         | 41290 DDB  |
| Wohnhaus und 2 Wirtschaftsgebäude | Wohnhaus und 2 Wirtschaftsgebäude | An der Bohlenbrücke 11, 11a LageFlur: 4, Flurstück: 63/2                              |                                                          | 1893    | 41291 DDB  |
| Villa                             | Villa                             | Mündener Straße 1 LageFlur: 4, Flurstück: 62/2                                        |                                                          | 1910    | 41292 DDB  |
| Villa                             | Villa                             | Mündener Straße 3 LageFlur: 4, Flurstück: 62/21                                       |                                                          | 1912    | 41293 DDB  |
| ehem. Zigarrenfabrik Engelhard    | ehem. Zigarrenfabrik Engelhard    | Mündener Straße 6, Nordbahnhofstraße 2d–2f LageFlur: 5, Flurstück: 50/11–13           |                                                          |         | 41294 DDB  |
| Wohnhaus                          | Wohnhaus                          | Mündener Straße 11 LageFlur: 5, Flurstück: 60/16                                      |                                                          |         | 41295 DDB  |
| Wohnhaus                          | Wohnhaus                          | Mündener Straße 13 LageFlur: 5, Flurstück: 60/18                                      |                                                          |         | 41295 DDB  |
| Landhaus                          | Landhaus                          | Unter den Brückenbergen 3 LageFlur: 5, Flurstück: 115/4                               | Landhaus für Freiherr von Berlepsch mit Sandsteinpfosten |         | 41296 DDB  |
| Wohnhaus                          | Wohnhaus                          | Unter den Brückenbergen 3a LageFlur: 5, Flurstück: 115/3                              |                                                          |         | 41296 DDB  |
| Jugendstilvilla                   | Jugendstilvilla                   | Unter den Brückenbergen 5 LageFlur: 5, Flurstück: 128/4                               |                                                          |         | 41297 DDB  |
| Kutscherhaus                      | Kutscherhaus                      | Unter den Brückenbergen 5a LageFlur: 5, Flurstück: 128/5                              |                                                          |         | 41297 DDB  |

### Gesamtanlage III: Weinberg
| Bild                       | Bezeichnung                | Lage                                                 | Beschreibung                                       | Bauzeit | Objekt-Nr. |
| -------------------------- | -------------------------- | ---------------------------------------------------- | -------------------------------------------------- | ------- | ---------- |
| Gesamtanlage III           | Gesamtanlage III           | Unter den Weinbergen Lage                            |                                                    |         | 41298 DDB  |
| Reste der St. Anna-Kapelle | Reste der St. Anna-Kapelle | Weinberge LageFlur: 5, Flurstück: 135/1              | Ruine mit Einfriedung an der Straße und Torpfosten |         | 41299 DDB  |
| Gasthaus Bergschlößchen    | Gasthaus Bergschlößchen    | Unter den Weinbergen 7 LageFlur: 5, Flurstück: 139/2 |                                                    |         | 41300 DDB  |

### Sachgesamtheit Gelsterhof
| Bild                 | Bezeichnung               | Lage                                                       | Beschreibung | Bauzeit | Objekt-Nr. |
| -------------------- | ------------------------- | ---------------------------------------------------------- | ------------ | ------- | ---------- |
| weitere Bilder       | Sachgesamtheit Gelsterhof | Kasseler Landstraße 6/8, 9/11 LageFlur: 24, 29, Flurstück: |              |         | 41315 DDB  |
| Bild gesucht BW      | Arbeiterwohnhaus          | Kasseler Landstraße 32 LageFlur: 30, Flurstück: 68/3       |              |         | 41315 DDB  |
| Bild gesucht BW      | Arbeiterwohnhaus          | Kasseler Landstraße 34 LageFlur: 30, Flurstück: 68/2       |              |         | 41315 DDB  |
| Lehrgut              | Lehrgut                   | Kasseler Landstraße 9 LageFlur: 24, Flurstück: 136/1       |              |         | 41315 DDB  |
| Praktikantenwohnhaus | Praktikantenwohnhaus      | Kasseler Landstraße 11 LageFlur: 24, Flurstück: 82/3       |              |         | 41315 DDB  |

### Einzeldenkmäler
| Bild                                    | Bezeichnung                                           | Lage                                                                             | Beschreibung                                                                    | Bauzeit    | Objekt-Nr. |
| --------------------------------------- | ----------------------------------------------------- | -------------------------------------------------------------------------------- | ------------------------------------------------------------------------------- | ---------- | ---------- |
| Bild gesucht BW                         | Friedhofskapelle                                      | Am Frauenmarkt 8 LageFlur: 32, Flurstück: 68/11                                  |                                                                                 | 1911       | 41301 DDB  |
| Beamtenwohnhaus                         | Beamtenwohnhaus                                       | Am Grabenbach 2 LageFlur: 21, Flurstück: 209                                     |                                                                                 | 1921       | 41302 DDB  |
| Villa                                   | Villa                                                 | Am Johannisberg 2, Am Johannisberg LageFlur: 13, Flurstück: 193/5, 193/6         | Villa von Fritz Frank; erbaut nach Entwurf des Architekten Richard Riemerschmid | 1906–1907  | 41303 DDB  |
| Bahnhof                                 | Bahnhof                                               | Am Nordbahnhof 1 LageFlur: 6, Flurstück: 94/31                                   | Nordbahnhof                                                                     | 1872       | 41305 DDB  |
| ehem. Gasthaus                          | ehem. Gasthaus                                        | Am Nordbahnhof 2 LageFlur: 5, Flurstück: 75/12                                   |                                                                                 |            | 41307 DDB  |
| Brunnen                                 | Brunnen                                               | Am Sande, Am Steintor LageFlur: 12, Flurstück: 70/20                             |                                                                                 |            | 41304 DDB  |
| Villa                                   | Villa                                                 | Am Sande 2 LageFlur: 13, Flurstück: 1/1                                          |                                                                                 | 1911       | 41309 DDB  |
| Bild gesucht BW                         | Trafostation                                          | Am St. Jacob LageFlur: 33, Flurstück: 64/3, 64/5                                 |                                                                                 | 1934       | 41306 DDB  |
| weitere Bilder                          | Jüdischer Friedhof                                    | An der Fährgasse (außerhalb der Ortslage) LageFlur: 12, Flurstück: 2             |                                                                                 |            | 41667 DDB  |
| Bild gesucht BW                         | Gedenktafel aus Marmor, ursprünglich hinter Steinbank | Außerhalb Ortslage Lage                                                          |                                                                                 |            | 41665 DDB  |
| Direkt Bild zu diesem Denkmal hochladen | 94 Grenzsteine                                        | Außerhalb Ortslage                                                               |                                                                                 |            | 41591 DDB  |
| Bild gesucht BW                         | 2 Grenzsteine                                         | Bestiental LageFlur: 8, Flurstück: 2/5                                           |                                                                                 |            | 41612 DDB  |
| Villa                                   | Villa                                                 | Drießenstraße 8 LageFlur: 13, Flurstück: 190/8                                   |                                                                                 | 1902       | 41308 DDB  |
| Bild gesucht BW                         | Straßenbrücke                                         | Eisenbahn LageFlur: 15, Flurstück: 86/37                                         | Bogenbrücke aus Naturstein                                                      | 1915       | 768965 DDB |
| Bild gesucht BW                         | Werrabrücke                                           | Eisenbahn, Werra LageFlur: 4, 14, Flurstück: 60, 63, 65, 127/3, 8/7              |                                                                                 | 1915       | 768966 DDB |
| Bild gesucht BW                         | Straßenbrücke (km 18,9)                               | Eisenbahn LageFlur: 22, Flurstück: 93/1                                          | Dreiteilige Betonbrücke von 1915                                                | 1915       | 924090 DDB |
| Bild gesucht BW                         | Eisenbahnbrücke (km 18,4)                             | Eisenbahn LageFlur: 23, Flurstück: 69/6                                          |                                                                                 | 1915       | 924089 DDB |
| Bild gesucht BW                         | Eisenbahnbrücke                                       | Eisenbahn LageFlur: 13, 14, Flurstück: 148/8, 8/5                                | Vierbogige Vorland-/Flutbrücke aus Naturstein.                                  | 1915       | 768964 DDB |
| Villa                                   | Villa                                                 | Fabariusstraße 5 LageFlur: 13, Flurstück: 114/7                                  |                                                                                 | 1910       | 41310 DDB  |
| Wohnhaus                                | Wohnhaus                                              | Fabariusstraße 9 LageFlur: 13, Flurstück: 114/4                                  |                                                                                 | Um 1912/13 | 41311 DDB  |
| Wohnhaus                                | Wohnhaus                                              | Hinter dem Deich 1 LageFlur: 4, Flurstück: 108/10                                |                                                                                 |            | 41312 DDB  |
| Brunnen                                 | Brunnen                                               | Hinter den Teichhöfen (B 451) (Walburger Straße) LageFlur: 21, Flurstück: 225/12 | Brunnensäule                                                                    | 1866       | 41329 DDB  |
| ehem. Papierfabrik Staffel              | ehem. Papierfabrik Staffel                            | Kasseler Landstraße 3a LageFlur: 23, Flurstück: 80/17                            | Verwaltungsgebäude                                                              |            | 41314 DDB  |
| ehem. Papierfabrik Staffel              | ehem. Papierfabrik Staffel                            | Kasseler Landstraße 3 LageFlur: 23, Flurstück: 80/18                             | Wohnhaus mit Remise                                                             |            | 41314 DDB  |
| ehem. Papierfabrik Staffel              | ehem. Papierfabrik Staffel                            | Kasseler Landstraße 3 LageFlur: 23, Flurstück: 80/17                             | Gleisanschluss                                                                  |            | 41314 DDB  |
| Bild gesucht BW                         | Wohnhaus                                              | Mündener Straße 10 LageFlur: 5, Flurstück: 47/20                                 |                                                                                 | 1904       | 41316 DDB  |
| Villa                                   | Villa                                                 | Mündener Straße 19 LageFlur: 4, Flurstück: 60/10                                 |                                                                                 |            | 41317 DDB  |
| Umspannwerk                             | Umspannwerk                                           | Nordbahnhofstraße 25 LageFlur: 5, Flurstück: 68/3                                |                                                                                 |            | 41318 DDB  |
| Kreishaus                               | Kreishaus                                             | Nordbahnhofsweg 1 LageFlur: 5, Flurstück: 102/5                                  |                                                                                 | 1889–1891  | 41319 DDB  |
| Bild gesucht BW                         | 4 Grenzsteine                                         | Rodenberg LageFlur: 1, Flurstück: 19/9                                           | Inschrift: HC/W 1735                                                            |            | 41613 DDB  |
| ehem. Stadtschule                       | ehem. Stadtschule                                     | Steinstraße 24 LageFlur: 17, Flurstück: 160/18                                   | ehemalige Städtische Mittelschule                                               |            | 41322 DDB  |
| Fachwerkwohnhaus                        | Fachwerkwohnhaus                                      | Steinstraße 28 LageFlur: 17, Flurstück: 95/4                                     |                                                                                 |            | 41323 DDB  |
| Beamtenwohnhaus                         | Beamtenwohnhaus                                       | Südbahnhofstraße 9/11 LageFlur: 16, Flurstück: 79/3, 79/5                        |                                                                                 | 1922       | 41320 DDB  |
| Südbahnhof                              | Südbahnhof                                            | Südbahnhofstraße 43 LageFlur: 15, Flurstück: 86/17                               |                                                                                 | 1915       | 41321 DDB  |
| Wohnhaus                                | Wohnhaus                                              | Walburger Straße 41 LageFlur: 21, Flurstück: 50/7                                |                                                                                 |            | 41324 DDB  |
| ehem. Michaelshospital                  | ehem. Michaelshospital                                | Walburger Straße 43 LageFlur: 16, Flurstück: 43/6                                |                                                                                 |            | 933642 DDB |
| weitere Bilder                          | Michaelskapelle                                       | Kapelle St. Michael, Hinter der Walburger Straße 43 LageFlur: 16, Flurstück: 45  |                                                                                 |            | 41325 DDB  |
| ehem. Zigarrenfabrik                    | ehem. Zigarrenfabrik                                  | Walburger Straße 45 LageFlur: 16, Flurstück: 42/2                                |                                                                                 |            | 41326 DDB  |
| Villa Staffel                           | Villa Staffel                                         | Walburger Straße 47 LageFlur: 16, Flurstück: 38/2                                |                                                                                 | 1907       | 41327 DDB  |
| Ritzmühle                               | Ritzmühle                                             | Walburger Straße 50 LageFlur: 21, Flurstück: 218/1                               |                                                                                 |            | 41328 DDB  |
| Bild gesucht BW                         | Fastenklinik                                          | Werner-Eisenberg-Weg 1 LageFlur: 21, Flurstück: 45/17                            |                                                                                 | 1912       | 41313 DDB  |

## Kulturdenkmäler in den Stadtteilen
siehe Liste der Kulturdenkmäler in den Stadtteilen von Witzenhausen